# Vedbæk Boldklub
Vedbæk Boldklub (VB) var en dansk fodboldklub fra Vedbæk, som var medlem af Sjællands Boldspil-Union. Klubben blev stiftet i 1918 af feriegæster, der typisk kom fra København og som spillede fodbold sammen hver sommer. Hjemmebanekampene blev spillet på Vedbæk Stadion. Klubben havde godt 370 medlemmer forinden  fusionen den 25. februar 2002 med Søllerød Boldklub, som blev til Boldklubben Søllerød-Vedbæk.